# Друга громадянська війна в Ліберії
Друга громадянська війна в Ліберії (англ. Second Liberian Civil War, 1999—2003) розпочалася в 1999 році, коли група заколотників за підтримки уряду сусідньої Гвінеї та руху Об'єднаних ліберійців за примирення і демократію (LURD), з'явилася в північній Ліберії. На початку 2003 року друга група повстанців, Рух за демократію в Ліберії, з'явилися на півдні, а в червні-липні 2003 року, уряд Чарльза Тейлора контролював тільки третину країни. Столиця Монровія була взята в облогу LURD'ом, обстріли міста призвели до загибелі багатьох мирних жителів. Тисячі людей були змушені покинути свої будинки в результаті конфлікту.

## Передумови
У 1996 році завершилася перша громадянська війна в Ліберії. Мирна угода передбачала проведення загальних виборів в країні. 19 липня 1997 у Ліберії пройшли президентські вибори, перемогу на яких здобув Чарльз Тейлор, який набрав 75,33 % голосів виборців. Виборча кампанія на його підтримку проходила під гаслом: «Чарльз Тейлор вбив мого батька, вбив мою матір, але все одно я проголосую за нього».
Після проведення президентських виборів мирне життя тривало недовго. Вже на початку 1999 року озброєна опозиція, яку підтримували Гвінея та Сьєрра-Леоне почала готуватися до бойових дій проти режиму Тейлора.

### Конфліктуючі сторони
У першій половини 1999 збройні повстанські угруповання почали вторгнення на територію країни з сусідньої Гвінеї. Гвінея активно підтримувала ці угруповання, ставши головним джерелом військової та фінансової допомоги повстанцям. До липня 2000 року ці групи утворили угруповання «Об'єднані ліберійці за примирення і демократію» (ОЛПД) (англ. «Liberians United for Reconciliation and Democracy» (LURD)) на чолі з Секо Конне. Проти повстанців Тейлор залучив деяке число іррегулярних військ (в основному колишніх членів свого угрупування «Національний патріотичний фронт Ліберії» (англ. National Patriotic Front of Liberia (NPFL))), армію і спеціалізовані підрозділи (Анти-терористична група).

## Хід війни

### Початок війни
Ліберія була втягнута у складний тристоронній конфлікт з сусідніми Сьєрра-Леоне та Гвінеєю. Президент Ліберії Тейлор активно підтримував повстанські угруповання в Сьєрра-Леоне у громадянській війні. У відповідь на це Сьєрра-Леоне і Гвінея підтримували повстанські угруповання, які боролися проти Тейлора. У результаті цього світове співтовариство звинуватило Тейлора у підтримці сьєрра-леонських повстанців. У січні 2001 року Рада Безпеки ООН ввела проти Ліберії санкції; при цьому в доповіді ООН повідомлялося, що Тейлор «як і раніше підживлює конфлікт в Сьєрра-Леоне», поставляючи повстанцям зброю в обмін на алмази.

### Розпал конфлікту
У результаті міжнародних санкцій і допомоги з боку Гвінеї та Сьєрра-Леоне ліберійські повстанці почали тіснити урядові війська. 8 лютого 2002 року Тейлор оголосив про введення в Ліберії надзвичайного стану. У середині лютого 2002 року підрозділи LURD підійшли до столиці Монровії на відстань у 44 кілометри. Повстанці також проводили рейди проти урядових сил у південно-західній частині країни. За першу половину 2002 року повстанці здійснили рейди в Бомі, Бонг, Монтсеррадо і встановили контроль над багатьма населеними пунктами в цих графствах. У вересні 2002 року після того як урядовим військам вдалося відбити місто Бополу надзвичайний стан було скасовано.
На початку 2003 року в південну частину країни з Кот-д'Івуару вторглося озброєне угрупування «Рух за демократію в Ліберії» (англ. «Movement for Democracy in Liberia» (MODEL)). Це призвело до того, що ліберійський уряд контролював тільки 1/3 частину країни. Незважаючи на тимчасові невдачі, LURD контролювало північну частину Ліберії та загрожувало столиці. У березні 2003 року повстанці почали наступ на столицю, яку контролювали сили Тейлора.
Загострення обстановки в Ліберії призвело до скликання мирної конференції під головуванням президента Гани і глави ЕКОВАС Джона Куфуора. У травні 2003 року Рада безпеки ООН продовжила і розширила дію санкцій, а 4 червня Спеціальний суд по Сьєрра-Леоне видав міжнародний ордер на арешт Тейлора, назвавши його військовим злочинцем і звинувативши в масових вбивствах і тортурах мирних жителів у Сьєрра-Леоне, а також за захоплення заручників, зґвалтування і сексуальне рабство. 3 липня президент США Джордж Буш закликав Тейлора піти у відставку. 18 липня 2003 року підрозділи повстанців почали облогу Монровії. Артилерійські обстріли міста призвели до загибелі мирних жителів і появи великої кількості біженців. 19 липня загони LURD піддали масованому артилерійському обстрілу північно-західні околиці столиці, захопили стратегічно важливий міст Сент-Пол і розгорнули запеклі бої з урядовими військами в районі морського порту. Увечері 28 липня «Рух за демократію в Ліберії» (MODEL) захопила другий за величиною місто країни Б'юкенен.

### Завершення війни
У 2002 році Лейма Гбові організувала масовий рух ліберійських жінок за мир. Він почався з невеликої групи жінок, що молилися і співали на рибному ринку. З часом до руху долучалось все більше християнок і мусульманок Монровії. Під керівництвом Гбові руху вдалося добитися зустрічі з Тейлором і домогтися від нього обіцянки бути присутнім на мирних переговорах у Гані
29 липня 2003 року LURD оголосило про припинення вогню. В цей же час під егідою ЕКОВАС в країну були введені нігерійські миротворці. 10 серпня 2003 року президент Тейлор звернувся по радіо до співвітчизників, закінчивши промову словами: «Дасть Бог, я ще повернуся». 11 серпня напередодні підписання мирної угоди Тейлор вийшов у відставку і втік до Нігерії, де йому надали політичний притулок.

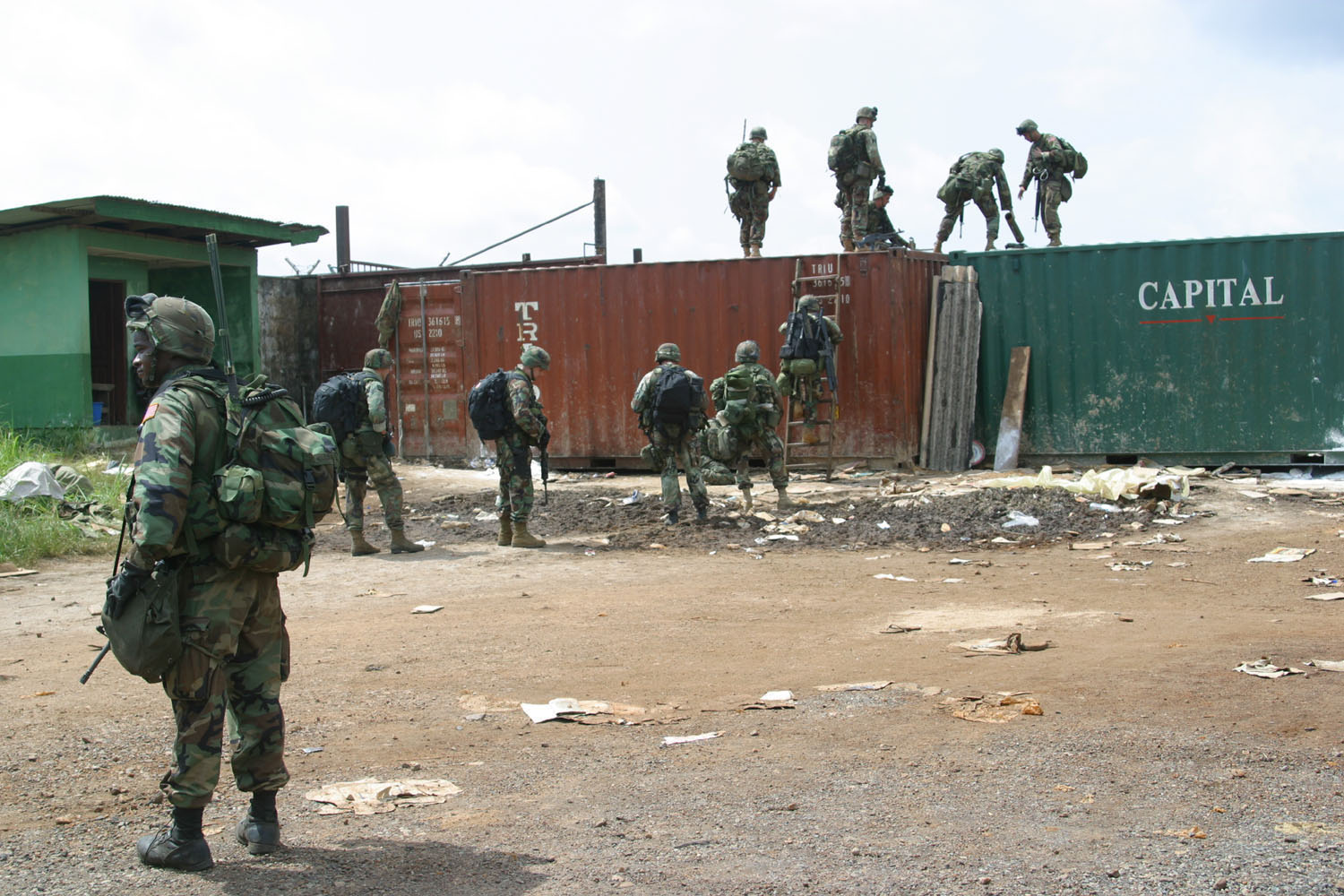
Морські піхотинці США, які висадилися в порту Монровії на острові Бушрод 15 серпня 2003 року

14 серпня повстанці зняли облогу Монровії. У період облоги столиці з 18 липня по 14 серпня було вбито близько 1000 чоловік. 200 американських військовослужбовців висадилися в столиці для підтримки нігерійських миротворців і наведення післявоєнного порядку. 14 жовтня 2003 року було створено Тимчасовий уряд, який контролював лише 20 % території країни.

## Наслідки та місія ООН
В ході конфлікту, за різними оцінками загинуло від 50 000 до 300 000 чоловік. 11 вересня 2003 Генеральний секретар ООН Кофі Аннан запропонував розгорнути в Ліберії миротворчу місію ООН для виконання досягнутої в Аккрі мирної угоди. 19 вересня резолюцією Ради Безпеки ООН 1509 була створена Місія ООН у Ліберії. До складу місії увійшли 15 000 чоловік, включаючи військових і цивільних співробітників: миротворці, поліцейські, а також політичні радники та співробітники гуманітарних організацій. Основним завданням місії стало налагодження мирного життя, роззброєння різних збройних угруповань і підтримка крихкого миру в Ліберії.